# OZNA
OZN ili OZNA (Odjeljenje za zaštitu naroda), je bila komunistička tajna policija ("siguronosno-obavještajna služba") Jugoslavije formirana pri Povjereništvu za narodnu obranu Nacionalnoga komiteta oslobođenja Jugoslavije.
13. svibnja 1944. prema zapovjedi Vrhovnoga zapovjednika NOV-a i POJ-a utemeljena je OZNA - centralizirana sigurnosno-obavještajna organizacija s jedinstvenom organizacijskom strukturom i metodama rada na teritoriju Jugoslavije. Pomoću svojih doušnika OZNA je sijala strah i trepet u SFRJ.

### Ustroj
Prvi odsjek bio je zadužen za rad u inozemstvu i na okupiranom teritoriju.
Drugi odsjek je radio na oslobođenom teritoriju.
Treći odsjek imao je protuobavještajne zadaće u NOV i POJ.
Četvrti odsjek se bavio statističko-tehničkim poslovima.
Nakon donošenja Ustava Federativne Narodne Republike Jugoslavije (FNRJ), 31. siječnja 1946., reorganizirane su sigurnosne-obavještajno službe. U ožujku 1946. od Prvoga i Drugoga odsjeka OZNE formirane su pri Ministarstvu unutarnjih poslova Uprava državne bezbjednosti UDB-a(poznata kao UDBA), dok se od Trećeg odsjeka OZNE pri Ministarstvu narodne obrane formira Kontraobavještajna služba Jugoslavenske armije (KOS). Prema zapovjedi Vrhovnog zapovjednika od 14. rujna 1955. KOS se preformirao u službu sigurnosti Jugoslavenske narodne armije (JNA). Istovremeno su formirane i jedinice vojne policije.
Pod vodstvom Aleksandra Rankovića, visoko pozicioniranog člana Politbiroa i bliskog suradnika Josipa Broza Tita OZNA je snažno pojačala svoje djelovanje u zemlji i inozemstvu, Za OZN-u je zbog njezine agresivne politike i brutalnih metoda ispitivanja "osumnjičenika" s vremenom postala poznata uzrečica - "OZNA sve dozna". OZNA se drži odgovornom za niz masovnih likvidacija tijekom i nakon 2. svjetskog rata.

## Vanjske poveznice
- Hrvatski centar za istraživanje zločina komunizma  Arhivirana inačica izvorne stranice od 24. travnja 2008. (Wayback Machine)
- Šokantno kazivanje nekadašnjega djelatnika Ozne - Feljton Glasa Koncila u 9 nastavaka
- KNJIGA STRELJANIH Ovo je 1240 osoba koje je OZNA streljala do 1953. godine